# 奧韋尼耶

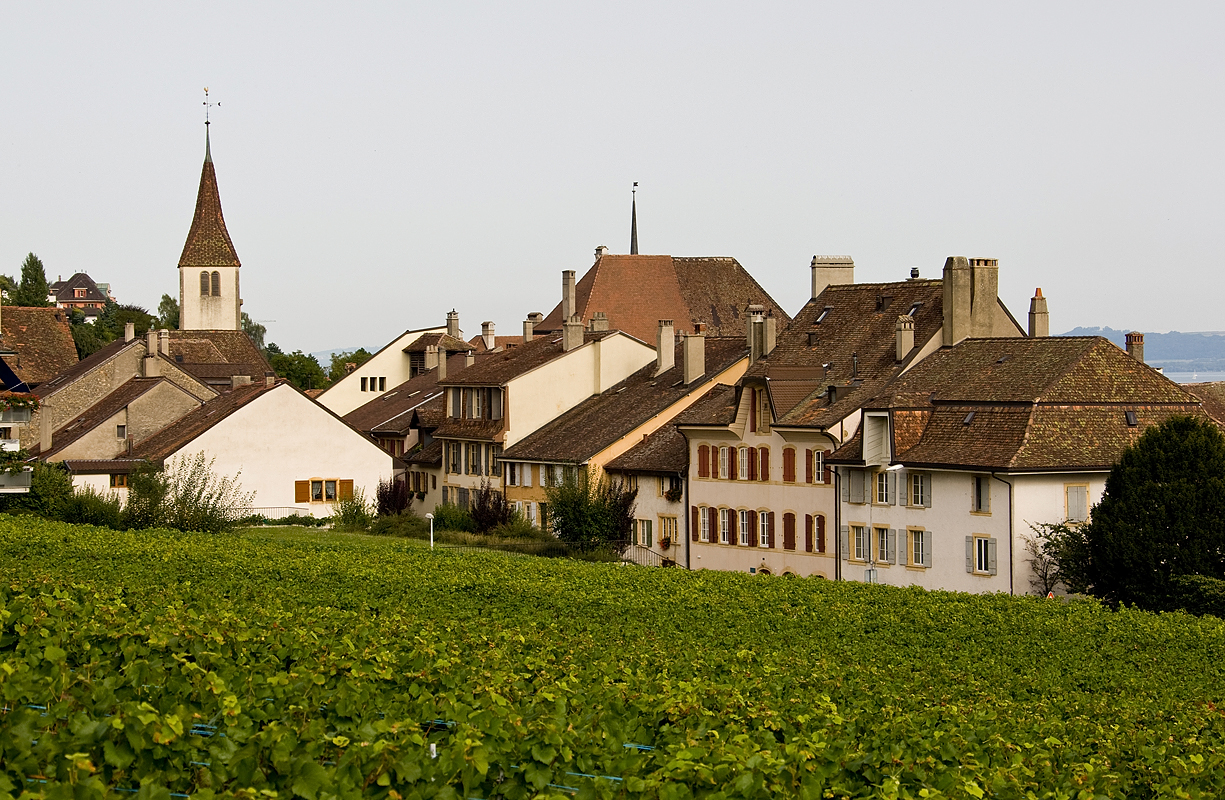

奧韋尼耶是瑞士的城鎮，位於該國西部，由納沙泰爾州負責管轄，面積1.69平方公里，海拔高度433米，2011年人口1,589，四成半人口信奉基督教，人口密度每平方公里940人。